# Opopaea banksi
Opopaea banksi là một loài nhện trong họ Oonopidae.
Loài này thuộc chi Opopaea. Opopaea banksi được miêu tả năm 1950 bởi Hickman.